# Richard Rush (politico)
Richard Rush (Filadelfia, 29 agosto 1780 – Filadelfia, 30 luglio 1859) è stato un politico statunitense.

## Biografia
Fu il 9º procuratore generale degli Stati Uniti durante la presidenza di James Madison (4º presidente) e all'inizio della Presidenza di James Monroe.
Figlio di Benjamin Rush (firmatario della dichiarazione di indipendenza degli Stati Uniti d'America) e Julia (Stockton) Rush. Studiò al College dello Stato del New Jersey (in seguito chiamato università di Princeton) dove entrò in giovane età.
Sposò Catherine Eliza Murray il 29 agosto 1809, ebbe numerosi figli (10 in totale) anche se pochi sopravvissero alla sua morte. Fu inviato in Inghilterra per una questione di eredità e di prestiti che seppe ben gestire.